# Małżewo
Małżewo (niem. Groß Malsau ) – wieś w Polsce położona w województwie pomorskim, w powiecie tczewskim, w gminie Tczew, regionie etnograficznym Kociewie. Liczba ludności: 397 osób (2011)
W latach 1975–1998 miejscowość administracyjnie należała do województwa gdańskiego.

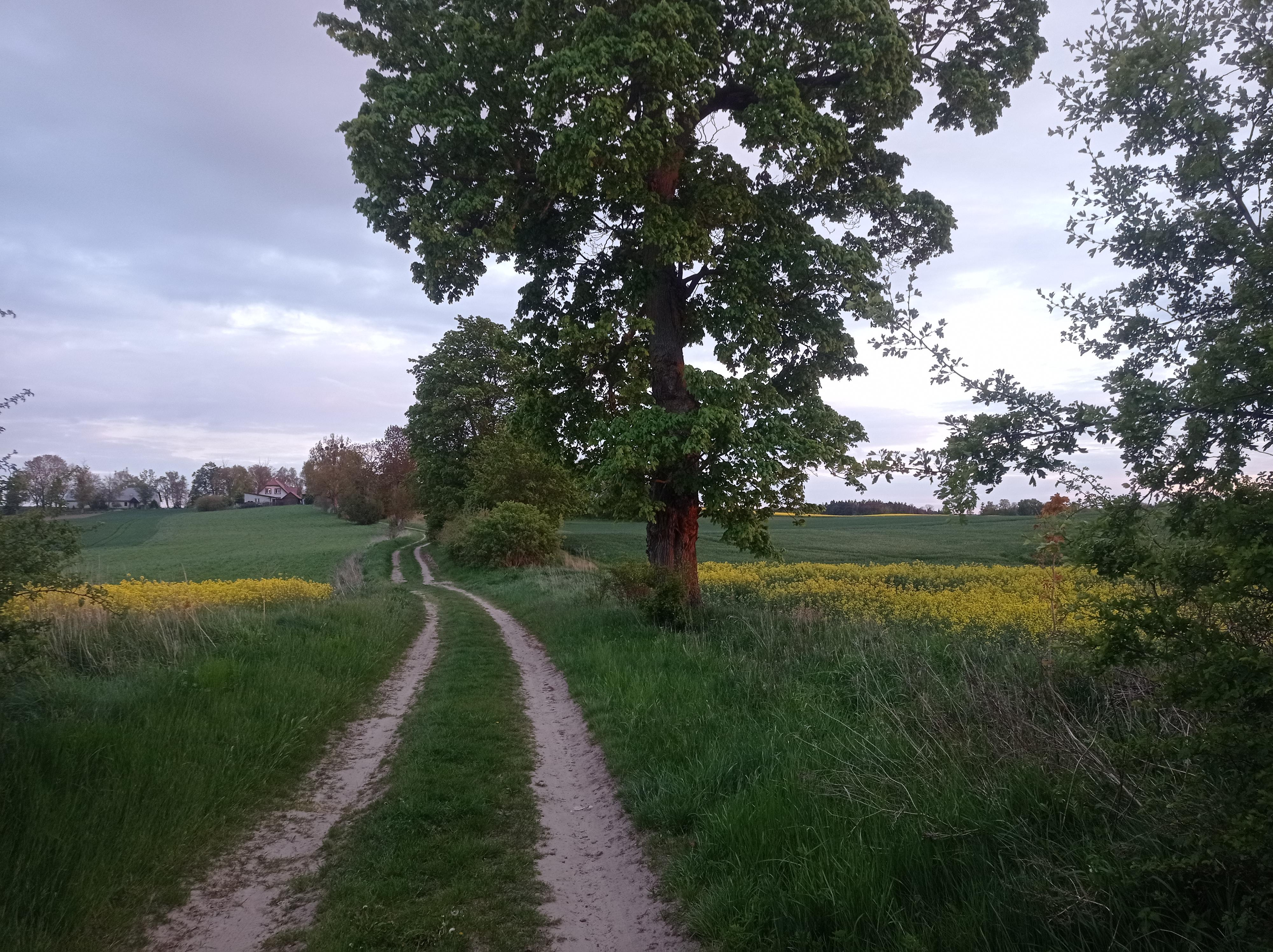
Małżewo, maj 2025.

W Słowniku geograficznym Królestwa Polskiego z 1885 r. Małżewo jest określone jako „prastara osada", której historia sięga średniowiecza. W okresie średniowiecza Małżewko i Małżewo stanowiły dobra jednego właściciela. Jak podają źródła książę pomorski osadził w Małżewie rycerzy niemieckich w 1258 roku. Sambor II nadał dobra Małżewo i Turze nabyte wcześniej od Conrada de Borodin, Hermanowi Bolco. Dokument ten potwierdził 23 listopada 1303 roku Opat pelpliński Henryk. Podział dóbr na Małżewko i Małżewo nastąpił około XVI wieku.